# Кокорбито (Фрозиноне)
Кокорбито је насеље у Италији у округу Фрозиноне, региону Лацио.
Према процени из 2011. у насељу је живело 85 становника. Насеље се налази на надморској висини од 322 м.